# Xestia dianthoecioides
Xestia dianthoecioides là một loài bướm đêm trong họ Noctuidae.